# Evropská liga UEFA 2024/2025
Sezóna Evropské ligy UEFA 2024/2025 byla 54. ročníkem druhé nejprestižnější evropské klubové fotbalové soutěže a 16. od přejmenování z Poháru UEFA na Evropskou ligu UEFA. Tento ročník Evropské ligy UEFA se poprvé hrál v novém formátu švýcarského systému.
Finále se odehrálo na stadionu San Mamés ve španělském Bilbau. Vítězem se stal anglický tým Tottenham Hotspur, který ve finále vyhrál 1:0 nad Manchester United.
Vítěz se automaticky kvalifikoval do skupinové fáze Ligy mistrů UEFA 2025/2026 a také získal právo účasti v zápase o Superpohár UEFA 2025.

## Účastnická místa
Celkem 76 týmů z 41 z celkových 55 členských států UEFA se účastnilo Evropské ligy UEFA 2024/25. Celkem 32 členských zemí mělo týmy přímo kvalifikované do soutěže, dalších 23 zemí nemělo přímou možnost zúčastnit se této soutěže. Možností, jak se jejich týmy mohly soutěže účastnit, byl přesun jejich týmů z kvalifikačních kol Ligy mistrů – těchto zemí bylo celkem 9. 
Země získaly účastnická místa dle koeficientů UEFA:
- Jedno místo má vyhrazeno úřadující vítěz Konferenční ligy UEFA (pokud se nekvalifikuje do Ligy mistrů na základě ligových výsledků).
- Pro asociace na 1–12. místě jsou vyčleněna dvě účastnická místa.
- Pro asociace na 13.–34. místě (kromě Ruska) je vyčleněno jedno účastnické místo.
- Dále se do Evropské ligy postupně přesune 31 týmů vyřazených z Ligy mistrů UEFA 2024/2025.

### Žebříček UEFA
Pořadí zemí je určeno žebříčkem zemí UEFA na konci sezóny 2022/23:
| #  | Asociace    | Koef.   | Týmy |
| -- | ----------- | ------- | ---- |
| 1  | Anglie      | 109,570 | 2    |
| 2  | Španělsko   | 92,998  | 2    |
| 3  | Německo     | 82,481  | 2    |
| 4  | Itálie      | 81,926  | 2    |
| 5  | Francie     | 61,164  | 2    |
| 6  | Nizozemsko  | 59,900  | 2    |
| 7  | Portugalsko | 56,216  | 2    |
| 8  | Belgie      | 42,200  | 2    |
| 9  | Skotsko     | 36,400  | 2    |
| 10 | Rakousko    | 34,000  | 2    |
| 11 | Srbsko      | 32,375  | 2    |
| 12 | Turecko     | 32,100  | 2    |
| 13 | Švýcarsko   | 31,675  | 1    |
| 14 | Ukrajina    | 29,500  | 1    |
| 15 | Česko       | 29,050  | 1    |
| 16 | Norsko      | 29,000  | 1    |
| 17 | Dánsko      | 27,825  | 1    |
| 18 | Rusko       | 26,215  | 0    |
| 19 | Chorvatsko  | 25,400  | 1    |

| #  | Asociace        | Koef.  | Týmy |
| -- | --------------- | ------ | ---- |
| 20 | Řecko           | 25,225 | 1    |
| 21 | Izrael          | 25,000 | 1    |
| 22 | Kypr            | 24,475 | 1    |
| 23 | Švédsko         | 23,750 | 1    |
| 24 | Polsko          | 20,750 | 1    |
| 25 | Maďarsko        | 20,625 | 1    |
| 26 | Rumunsko        | 20,500 | 1    |
| 27 | Bulharsko       | 20,000 | 1    |
| 28 | Slovensko       | 19,750 | 1    |
| 29 | Ázerbájdžán     | 16,625 | 1    |
| 30 | Kazachstán      | 12,625 | 1    |
| 31 | Slovinsko       | 12,500 | 1    |
| 32 | Moldavsko       | 12,250 | 1    |
| 33 | Kosovo          | 11,041 | 1    |
| 34 | Lichtenštejnsko | 11,000 | 1    |
| 35 | Lotyšsko        | 10,625 | 0    |
| 36 | Irsko           | 10,375 | 0    |
| 37 | Finsko          | 10,200 | 0    |
| 38 | Litva           | 10,625 | 0    |

| #  | Asociace            | Koef. | Týmy |
| -- | ------------------- | ----- | ---- |
| 39 | Arménie             | 9,875 | 0    |
| 40 | Bělorusko           | 9,875 | 0    |
| 41 | Bosna a Hercegovina | 9,750 | 0    |
| 42 | Lucembursko         | 9,000 | 0    |
| 43 | Faerské ostrovy     | 8,750 | 0    |
| 44 | Severní Irsko       | 8,583 | 0    |
| 45 | Malta               | 8,250 | 0    |
| 46 | Gruzie              | 8,000 | 0    |
| 47 | Estonsko            | 7,582 | 0    |
| 48 | Island              | 7,250 | 0    |
| 49 | Albánie             | 6,250 | 0    |
| 50 | Wales               | 6,166 | 0    |
| 51 | Gibraltar           | 5,791 | 0    |
| 52 | Severní Makedonie   | 5,500 | 0    |
| 53 | Andorra             | 5,165 | 0    |
| 54 | Černá Hora          | 4,750 | 0    |
| 55 | San Marino          | 1,999 | 0    |

### Rozdělení týmů
Níže je uvedena tabulka s rozdělením týmů do kvalifikačních kol a skupinové fáze.
|                          |                             | Týmy vstupující do tohoto kola | Týmy postupující z předchozího kola                                                   | Týmy vstupující z Ligy mistrů                                                                                    |
| ------------------------ | --------------------------- | --- | ------------------------------------------------------------------------------------- | --- |
| 1. předkolo (18 týmů)    | 1. předkolo (18 týmů)       | - 18 vítězů domácího poháru 16–34 (kromě Ruska) |                                                                                       | |
| 2. předkolo (16 týmů)    | 2. předkolo (16 týmů)       | - 6 týmů ze 3. místa asociací na 7.–12. místě - 1 tým ze 4. místa asociace na 6. místě                                                                | - 9 vítězů z 1. předkola                                                              | |
| 3. předkolo              | Mistrovská část (12 týmů)   | |                                                                                       | - 12 poražených z 2. předkola mistrovské části LM                                                                |
| 3. předkolo              | Nemistrovská část (14 týmů) | - 3 vítězové poháru z asociací na 13.–15. místě | - 8 vítězů z 2. předkola nemistrovské části                                           | - 3 poražení z 2. předkola nemistrovské části LM                                                                 |
| 4. předkolo (24 týmů)    | 4. předkolo (24 týmů)       | - 5 vítězů poháru z asociací na 8.–12. místě | - 6 vítězů z 3. předkola mistrovské části - 7 vítězů z 3. předkola nemistrovské části | - 6 poražených z 3. předkola mistrovské části LM                                                                 |
| Skupinová fáze (36 týmů) | Skupinová fáze (36 týmů)    | - Vyhrazené místo pro úřadujícího vítěze Konferenční ligy - 7 pohárových vítězů z asociací na 1.–7. místě - 5 týmů z 5. místa asociací na 1.–5. místě | - 12 vítězů z 4. předkola                                                             | - 4 poražení z 3. předkola nemistrovské části LM - 7 poražených z 4. předkola mistrovské a nemistrovské části LM |

Následně byly provedeny dvě úpravy:
- Vzhledem k pokračujícímu zákazu startu ruských klubů v evropských pohárech byl vítěz poháru z asociace na 16. místě (Norsko) přesunut z 1. předkola do 2. předkola.
- Vzhledem k tomu, že vítěz Konferenční ligy UEFA 2023/2024 Atalanta si zajistil účast v Lize mistrů ze své ligové soutěže, jeho rezervované místo nebylo využito. To znamenalo, že vítězové poháru z asociací na 17.–21. místě kromě Ruska (Dánsko, Chorvatsko, Řecko, Izrael) byly přesunuty z 1. předkola do 2. předkola.

### Týmy
Týmy kvalifikované do Evropské ligy UEFA 2024/25 seřazeny podle kol, do kterých vstoupily. V závorkách důvod kvalifikace:
Popisky v závorkách ukazují z jaké pozice se tým kvalifikoval do soutěže :
- VP: Vítěz domácího poháru
- 4., 5. atd.: Umístění v lize
- LM: Vstup z Ligy mistrů
- EKL: Vítěz předchozího ročníku Konferenční ligy
  - 3S: 3. místo ve skupinové fázi
  - P4: Poražení ze 4. předkola
  - P3: Poražení ze 3. předkola
  - P2: Poražení ze 2. předkola
  - MČ: mistrovská část
  - NČ: nemistrovská část

| Vstup            | Vstup             | Týmy                        | Týmy                            | Týmy                         | Týmy                             |
| ---------------- | ----------------- | --------------------------- | ------------------------------- | ---------------------------- | -------------------------------- |
| Základní skupina | Základní skupina  | Olympiakos (EKL)            | Manchester United (VP)          | Tottenham Hotspur (5.)       | Athletic Bilbao (VP)             |
| Základní skupina | Základní skupina  | Real Sociedad (6.)          | Eintracht Frankfurt (6.)        | TSG Hoffenheim (7.)          | Řím (6.)                         |
| Základní skupina | Základní skupina  | Lazio (7.)                  | Nice (5.)                       | Lyon (6.)                    | AZ (4.)                          |
| Základní skupina | Základní skupina  | Porto (VP)                  | Galatasaray (LM P4-MČ)          | Bodø/Glimt (LM P4-MČ)        | Midtjylland (LM P4-MČ)           |
| Základní skupina | Základní skupina  | Malmö FF (LM P4-MČ)         | Karabach (LM P4-MČ)             | Dynamo Kyjev (LM P4-NČ)      | Slavia Praha (LM P4-NČ)          |
| Základní skupina | Základní skupina  | Twente (LM P3-NČ)           | Union Saint-Gilloise (LM P3-NČ) | Rangers (LM P3-NČ)           | Fenerbahçe (LM P3-NČ)            |
|                  |                   |                             |                                 |                              |                                  |
| 4. předkolo      | 4. předkolo       | Anderlecht (3.)             | Heart of Midlothian (3.)        | LASK (3.)                    | TSC (3.)                         |
| 4. předkolo      | 4. předkolo       | Beşiktaş (VP)               | PAOK (LM P3-MČ)                 | APOEL (LM P3-MČ)             | Jagiellonia Białystok (LM P3-MČ) |
| 4. předkolo      | 4. předkolo       | Ferencvárosi (LM P3-MČ)     | FCSB (LM P3-MČ)                 | Ludogorec Razgrad (LM P3-MČ) |                                  |
|                  |                   |                             |                                 |                              |                                  |
| 3. předkolo      | Mistrovská část   | Maccabi Tel Aviv (LM P2-MČ) | Celje (LM P2-MČ)                | Petrocub Hîncești (LM P2-MČ) | RFS (LM P2-MČ)                   |
| 3. předkolo      | Mistrovská část   | Shamrock Rovers (LM P2-MČ)  | Panevėžys (LM P2-MČ)            | Dinamo Minsk (LM P2-MČ)      | Borac Banja Luka (LM P2-MČ)      |
| 3. předkolo      | Mistrovská část   | KÍ (LM P2-MČ)               | The New Saints (LM P2-MČ)       | Lincoln Red Imps (LM P2-MČ)  | Santa Coloma (LM P2-MČ)          |
| 3. předkolo      | Nemistrovská část | Servette (VP)               | Kryvbas Kryvyj Rih (3.)         | Viktoria Plzeň (3.)          | Partizan (LM P2-NČ)              |
| 3. předkolo      | Nemistrovská část | Lugano (LM P2-NČ)           |                                 |                              |                                  |
|                  |                   |                             |                                 |                              |                                  |
| 2. předkolo      | 2. předkolo       | Ajax (5.)                   | Braga (4.)                      | Cercle Brugge (4.)           | Kilmarnock (4.)                  |
| 2. předkolo      | 2. předkolo       | Rapid Vídeň (4.)            | Vojvodina (3.)                  | Trabzonspor (3.)             | Molde (VP)                       |
| 2. předkolo      | 2. předkolo       | Silkeborg (VP)              | Rijeka (2.)                     | Panathinaikos (VP)           | Maccabi Petah Tikva (VP)         |
|                  |                   |                             |                                 |                              |                                  |
| 1. předkolo      | 1. předkolo       | Pafos (VP)                  | Elfsborg (VP)                   | Wisla Krakov (VP)            | Paksi (VP)                       |
| 1. předkolo      | 1. předkolo       | Corvinul Hunedoara (VP)     | Botev Plovdiv (VP)              | Ružomberok (VP)              | Zirə (2.)                        |
| 1. předkolo      | 1. předkolo       | Tobol (VP)                  | Maribor (2.)                    | Šeriff Tiraspol (2.)         | Llapi (2.)                       |

## Termíny
Rozpis soutěže je následující: Zápasy jsou naplánovány na čtvrtky, s exkluzivním týdnem 25. a 26. září (středa, čtvrtek), kromě finále, které se koná ve středu, ačkoli výjimečně se může konat v úterý nebo ve středu kvůli termínové kolizi.
| Fáze            | Kolo              | Datum losování    | První zápasy                                    | Druhé zápasy                                    |
| --------------- | ----------------- | ----------------- | ----------------------------------------------- | ----------------------------------------------- |
| Kvalifikace     | 1. předkolo       | 18. června 2024   | 11. července 2024                               | 18. července 2024                               |
| Kvalifikace     | 2. předkolo       | 19. června 2024   | 25. července 2024                               | 1. srpna 2024                                   |
| Kvalifikace     | 3. předkolo       | 22. července 2024 | 8. srpna 2024                                   | 15. srpna 2024                                  |
| Kvalifikace     | 4. předkolo       | 5. srpna 2024     | 22. srpna 2024                                  | 29. srpna 2024                                  |
| Skupinová fáze  | 1. kolo           | 30. srpna 2024    | 25.–26. září 2024                               | 25.–26. září 2024                               |
| Skupinová fáze  | 2. kolo           | 30. srpna 2024    | 3. října 2024                                   | 3. října 2024                                   |
| Skupinová fáze  | 3. kolo           | 30. srpna 2024    | 24. října 2024                                  | 24. října 2024                                  |
| Skupinová fáze  | 4. kolo           | 30. srpna 2024    | 7. listopadu 2024                               | 7. listopadu 2024                               |
| Skupinová fáze  | 5. kolo           | 30. srpna 2024    | 28. listopadu 2024                              | 28. listopadu 2024                              |
| Skupinová fáze  | 6. kolo           | 30. srpna 2024    | 12. prosince 2024                               | 12. prosince 2024                               |
| Skupinová fáze  | 7. kolo           | 30. srpna 2024    | 23. ledna 2025                                  | 23. ledna 2025                                  |
| Skupinová fáze  | 8. kolo           | 30. srpna 2024    | 30. ledna 2025                                  | 30. ledna 2025                                  |
| Vyřazovací fáze | Předkolo play-off | 31. ledna 2025    | 13. února 2025                                  | 20. února 2025                                  |
| Vyřazovací fáze | Osmifinále        | 21. února 2025    | 6. března 2025                                  | 13. března 2025                                 |
| Vyřazovací fáze | Čtvrtfinále       | 21. února 2025    | 10. dubna 2025                                  | 17. dubna 2025                                  |
| Vyřazovací fáze | Semifinále        | 21. února 2025    | 1. května 2025                                  | 8. května 2025                                  |
| Vyřazovací fáze | Finále            | 21. února 2025    | 21. května 2025 na stadionu San Mamés, v Bilbau | 21. května 2025 na stadionu San Mamés, v Bilbau |

## Kvalifikace

### 1. předkolo
Los 1. předkola proběhl 18. června 2024.
Vítězové postoupili do 2. předkola. Poražení se přesunuli do 2. předkola Konferenční ligy.
| Domácí v 1. zápase | Celkem         | Hosté v 1. zápase  | 1. zápas | 2. zápas  |
| ------------------ | -------------- | ------------------ | -------- | --------- |
| Botev Plovdiv      | 4 : 3          | Maribor            | 2:1      | 2:2       |
| Elfsborg           | 8 : 2          | Pafos              | 3:0      | 5:2       |
| Paksi              | 2 : 4          | Corvinul Hunedoara | 0:4      | 2:0       |
| Šeriff Tiraspol    | 2 : 2 (5:4 p.) | Zirə               | 0:1      | 2:1 (pp.) |
| Wisla Krakov       | 4 : 1          | Llapi              | 2:0      | 2:1       |
| Ružomberok         | 5 : 3          | Tobol              | 5:2      | 0:1       |

### 2. předkolo
Los 2. předkola proběhl 19. června 2024.
Vítězové postoupili do 3. předkola. Poražení se přesunuli do 3. předkola Konferenční ligy.
| Domácí v 1. zápase | Celkem | Hosté v 1. zápase   | 1. zápas | 2. zápas |
| ------------------ | ------ | ------------------- | -------- | -------- |
| Ajax               | 4 : 1  | Vojvodina           | 1:0      | 3:1      |
| Ružomberok         | 0 : 3  | Trabzonspor         | 0:2      | 0:1      |
| Wisla Krakov       | 2 : 8  | Rapid Vídeň         | 1:2      | 1:6      |
| Kilmarnock         | 1 : 2  | Cercle Brugge       | 1:1      | 0:1      |
| Molde              | 5 : 4  | Silkeborg           | 3:1      | 2:3      |
| Corvinul Hunedoara | 0 : 1  | Rijeka              | 0:0      | 0:1      |
| Braga              | 7 : 0  | Maccabi Petah Tikva | 2:0      | 5:0      |
| Panathinaikos      | 6 : 1  | Botev Plovdiv       | 2:1      | 4:0      |
| Šeriff Tiraspol    | 0 : 3  | Elfsborg            | 0:1      | 0:2      |

### 3. předkolo
Los 3. předkola proběhl 22. července 2024.
Vítězové postoupili do 4. předkola. Poražení se přesunuli do své části (mistrovská, nemistrovská) 4. předkola Konferenční ligy.

#### Mistrovská část
| Domácí v 1. zápase | Celkem | Hosté v 1. zápase | 1. zápas | 2. zápas  |
| ------------------ | ------ | ----------------- | -------- | --------- |
| KÍ                 | 3 : 4  | Borac Banja Luka  | 2:1      | 1:3 (pp.) |
| UE Santa Coloma    | 0 : 9  | RFS               | 0:2      | 0:7       |
| Celje              | 2 : 3  | Shamrock Rovers   | 1:0      | 1:3 (pp.) |
| Panevėžys          | 1 : 5  | Maccabi Tel Aviv  | 1:2      | 0:3       |
| Petrocub Hîncești  | 1 : 0  | The New Saints    | 1:0      | 0:0       |
| Dinamo Minsk       | 3 : 2  | Lincoln Red Imps  | 2:0      | 1:2       |

#### Nemistrovská část
| Domácí v 1. zápase | Celkem           | Hosté v 1. zápase | 1. zápas | 2. zápas  |
| ------------------ | ---------------- | ----------------- | -------- | --------- |
| Partizan           | 2 : 3            | Lugano            | 0:1      | 2:2 (pp.) |
| Molde              | 3 : 1            | Cercle Brugge     | 3:0      | 0:1       |
| Panathinaikos      | 1 : 1 (12:13 p.) | Ajax              | 0:1      | 1:0 (pp.) |
| Trabzonspor        | 0 : 3            | Rapid Vídeň       | 0:1      | 0:2       |
| Braga              | 2 : 1            | Servette          | 0:0      | 2:1       |
| Rijeka             | 1 : 3            | Elfsborg          | 1:1      | 0:2       |
| Kryvbas Kryvyj Rih | 1 : 3            | Viktoria Plzeň    | 1:2      | 0:1       |

### 4. předkolo
Los 4. předkola proběhne 5. srpna 2024.
Vítězové postoupili do základních skupin. Poražení se přesunuli do základních skupin Konferenční ligy.
| Domácí v 1. zápase    | Celkem         | Hosté v 1. zápase   | 1. zápas | 2. zápas  |
| --------------------- | -------------- | ------------------- | -------- | --------- |
| Dinamo Minsk          | 0 : 2          | Anderlecht          | 0:1      | 0:1       |
| Jagiellonia Białystok | 1 : 7          | Ajax                | 1:4      | 0:3       |
| Ludogorec Razgrad     | 6 : 1          | Petrocub Hîncești   | 4:0      | 2:1       |
| Lugano                | 4 : 8          | Beşiktaş            | 3:3      | 1:5       |
| LASK                  | 1 : 2          | FCSB                | 1:1      | 0:1       |
| RFS                   | 3 : 3 (4:2 p.) | APOEL               | 2:1      | 1:2 (pp.) |
| Maccabi Tel Aviv      | 8 : 1          | TSC                 | 3:0      | 5:1       |
| PAOK                  | 6 : 0          | Shamrock Rovers     | 4:0      | 2:0       |
| Ferencvárosi          | 1 : 1 (3:2 p.) | Borac Banja Luka    | 0:0      | 1:1 (pp.) |
| Molde                 | 1 : 1 (2:4 p.) | Elfsborg            | 0:1      | 1:0 (pp.) |
| Braga                 | 4 : 3          | Rapid Vídeň         | 2:1      | 2:2       |
| Viktoria Plzeň        | 2 : 0          | Heart of Midlothian | 1:0      | 1:0       |

## Ligová fáze
Los skupinové fáze Evropské ligy UEFA 2024/25 se uskutečnil 30. srpna 2024 v Grimaldi Forum v Monaku. 36 týmů bylo rozděleno do čtyř skupin po devíti týmech na základě klubového koeficientu UEFA.
Očíslování těchto 36 týmů bylo vylosováno ručně a poté automatický software digitálně vylosoval jejich osm různých soupeřů a určil, které zápasy se budou hrát doma a které venku. Každý tým se utká se dvěma soupeři z každé ze čtyř skupin, s jedním doma a s jedním venku. Týmy nemohou čelit soupeřům ze své země a mohou být vylosovány maximálně proti dvěma týmům ze stejné země.
Osm nejlepších týmů na žebříčku získalo postup do osmifinále. Týmy na 9. až 24. místě se utkaly v šestnáctifinále (v předkole play-off), přičemž týmy na 9. až 16. místě byly nasazeny pro los. Týmy na 25. až 36. místě byly vyřazeny ze všech soutěží a nedostaly možnost posunu do Konferenční ligy 2024/25.

### Los
| Koš 1 | Koš 2 | Koš 3 | Koš 4 |
| --- | --- | --- | --- |
| - Řím KK: 101.000 - Manchester United KK: 92.000 - Porto KK: 77.000 - Ajax KK: 67.000 - Rangers KK: 63.000 - Eintracht Frankfurt KK: 60.000 - Lazio KK: 54.000 - Tottenham Hotspur KK: 54.000 - Slavia Praha KK: 53.000 | - Real Sociedad KK: 51.000 - AZ KK: 50.000 - Braga KK: 49.000 - Olympiakos KK: 48.000 - Lyon KK: 44.000 - PAOK KK: 37.000 - Fenerbahçe KK: 36.000 - Maccabi Tel Aviv KK: 35.500 - Ferencvárosi KK: 35.000 | - Karabach KK: 33.000 - Galatasaray KK: 31.500 - Viktoria Plzeň KK: 28.000 - Bodø/Glimt KK: 28.000 - Union Saint-Gilloise KK: 27.000 - Dynamo Kyjev KK: 26.500 - Ludogorec Razgrad KK: 26.000 - Midtjylland KK: 25.500 - Malmö FF KK: 18.500 | - Athletic Bilbao KK: 17.897 - TSG Hoffenheim KK: 17.324 - Nice KK: 17.000 - Anderlecht KK: 14.500 - Twente KK: 12.260 - Beşiktaş KK: 12.000 - FCSB KK: 10.500 - RFS KK: 8.000 - Elfsborg KK: 4.300 |

| Klub                 | Soupeři z koše 1    | Soupeři z koše 1    | Soupeři z koše 2 | Soupeři z koše 2 | Soupeři z koše 3     | Soupeři z koše 3     | Soupeři z koše 4 | Soupeři z koše 4 |  |
| Klub                 | Doma                | Venku               | Doma             | Venku            | Doma                 | Venku                | Doma             | Venku            |  |
| -------------------- | ------------------- | ------------------- | ---------------- | ---------------- | -------------------- | -------------------- | ---------------- | ---------------- |  |
| Řím                  | Eintracht Frankfurt | Tottenham Hotspur   | Braga            | AZ               | Dynamo Kyjev         | Union Saint-Gilloise | Athletic Bilbao  | IF Elfsborg      |  |
| Manchester United    | Rangers             | Porto               | PAOK             | Fenerbahçe       | Bodø/Glimt           | Viktoria Plzeň       | Twente           | FCSB             |  |
| Porto                | Manchester United   | Lazio               | Olympiakos       | Maccabi Tel Aviv | Midtjylland          | Bodø/Glimt           | TSG Hoffenheim   | Anderlecht       |  |
| Ajax                 | Lazio               | Slavia Praha        | Maccabi Tel Aviv | Real Sociedad    | Galatasaray          | Karabach             | Beşiktaş         | RFS              |  |
| Rangers              | Tottenham Hotspur   | Manchester United   | Lyon             | Olympiakos       | Union Saint-Gilloise | Malmö FF             | FCSB             | Nice             |  |
| Eintracht Frankfurt  | Slavia Praha        | Řím                 | Ferencvárosi     | Lyon             | Viktoria Plzeň       | Midtjylland          | RFS              | Beşiktaş         |  |
| Lazio                | Porto               | Ajax                | Real Sociedad    | Braga            | Ludogorec Razgrad    | Dynamo Kyjev         | Nice             | Twente           |  |
| Tottenham Hotspur    | Řím                 | Rangers             | AZ               | Ferencvárosi     | Karabach             | Galatasaray          | IF Elfsborg      | TSG Hoffenheim   |  |
| Slavia Praha         | Ajax                | Eintracht Frankfurt | Fenerbahçe       | PAOK             | Malmö FF             | Ludogorec Razgrad    | Anderlecht       | Athletic Bilbao  |  |
|                      |                     |                     |                  |                  |                      |                      |                  |                  |  |
| Real Sociedad        | Ajax                | Lazio               | PAOK             | Maccabi Tel Aviv | Dynamo Kyjev         | Viktoria Plzeň       | Anderlecht       | Nice             |  |
| AZ                   | Řím                 | Tottenham Hotspur   | Fenerbahçe       | Ferencvárosi     | Galatasaray          | Ludogorec Razgrad    | IF Elfsborg      | Athletic Bilbao  |  |
| Braga                | Lazio               | Řím                 | Maccabi Tel Aviv | Olympiakos       | Bodø/Glimt           | Union Saint-Gilloise | TSG Hoffenheim   | IF Elfsborg      |  |
| Olympiakos           | Rangers             | Porto               | Braga            | Lyon             | Karabach             | Malmö FF             | Twente           | FCSB             |  |
| Lyon                 | Eintracht Frankfurt | Rangers             | Olympiakos       | Fenerbahçe       | Ludogorec Razgrad    | Karabach             | Beşiktaş         | TSG Hoffenheim   |  |
| PAOK                 | Slavia Praha        | Manchester United   | Ferencvárosi     | Real Sociedad    | Viktoria Plzeň       | Galatasaray          | FCSB             | RFS              |  |
| Fenerbahçe           | Manchester United   | Slavia Praha        | Lyon             | AZ               | Union Saint-Gilloise | Midtjylland          | Athletic Bilbao  | Twente           |  |
| Maccabi Tel Aviv     | Porto               | Ajax                | Real Sociedad    | Braga            | Midtjylland          | Bodø/Glimt           | RFS              | Beşiktaş         |  |
| Ferencváros          | Tottenham Hotspur   | Eintracht Frankfurt | AZ               | PAOK             | Malmö FF             | Dynamo Kyjev         | Nice             | Anderlecht       |  |
|                      |                     |                     |                  |                  |                      |                      |                  |                  |  |
| Karabach             | Ajax                | Tottenham Hotspur   | Lyon             | Olympiakos       | Malmö FF             | Bodø/Glimt           | FCSB             | IF Elfsborg      |  |
| Galatasaray          | Tottenham Hotspur   | Ajax                | PAOK             | AZ               | Dynamo Kyjev         | Malmö FF             | IF Elfsborg      | RFS              |  |
| Viktoria Plzeň       | Manchester United   | Eintracht Frankfurt | Real Sociedad    | PAOK             | Ludogorec Razgrad    | Dynamo Kyjev         | Anderlecht       | Athletic Bilbao  |  |
| Bodø/Glimt           | Porto               | Manchester United   | Maccabi Tel Aviv | Braga            | Karabach             | Union Saint-Gilloise | Beşiktaş         | Nice             |  |
| Union Saint-Gilloise | Řím                 | Rangers             | Braga            | Fenerbahçe       | Bodø/Glimt           | Midtjylland          | Nice             | Twente           |  |
| Dynamo Kyjev         | Lazio               | Řím                 | Ferencvárosi     | Real Sociedad    | Viktoria Plzeň       | Galatasaray          | RFS              | TSG Hoffenheim   |  |
| Ludogorec Razgrad    | Slavia Praha        | Lazio               | AZ               | Lyon             | Midtjylland          | Viktoria Plzeň       | Athletic Bilbao  | Anderlecht       |  |
| Midtjylland          | Eintracht Frankfurt | Porto               | Fenerbahçe       | Maccabi Tel Aviv | Union Saint-Gilloise | Ludogorec Razgrad    | TSG Hoffenheim   | FCSB             |  |
| Malmö FF             | Rangers             | Slavia Praha        | Olympiakos       | Ferencvárosi     | Galatasaray          | Karabach             | Twente           | Beşiktaş         |  |
|                      |                     |                     |                  |                  |                      |                      |                  |                  |  |
| Athletic Bilbao      | Slavia Praha        | Řím                 | AZ               | Fenerbahçe       | Viktoria Plzeň       | Ludogorec Razgrad    | IF Elfsborg      | Beşiktaş         |  |
| TSG Hoffenheim       | Tottenham Hotspur   | Porto               | Lyon             | Braga            | Dynamo Kyjev         | Midtjylland          | FCSB             | Anderlecht       |  |
| Anderlecht           | Rangers             | Lazio               | Real Sociedad    | Ferencvárosi     | Bodø/Glimt           | Union Saint-Gilloise | Twente           | IF Elfsborg      |  |
| Nice                 | Porto               | Slavia Praha        | Ferencvárosi     | Real Sociedad    | Ludogorec Razgrad    | Viktoria Plzeň       | TSG Hoffenheim   | RFS              |  |
| Twente               | Lazio               | Manchester United   | Fenerbahçe       | Olympiakos       | Union Saint-Gilloise | Malmö FF             | Beşiktaş         | Nice             |  |
| Beşiktaş             | Eintracht Frankfurt | Ajax                | Maccabi Tel Aviv | Lyon             | Malmö FF             | Bodø/Glimt           | Athletic Bilbao  | Twente           |  |
| FCSB                 | Manchester United   | Rangers             | Olympiakos       | PAOK             | Midtjylland          | Karabach             | RFS              | TSG Hoffenheim   |  |
| RFS                  | Ajax                | Eintracht Frankfurt | PAOK             | Maccabi Tel Aviv | Galatasaray          | Dynamo Kyjev         | Anderlecht       | FCSB             |  |
| Elfsborg             | Řím                 | Tottenham Hotspur   | Braga            | AZ               | Karabach             | Galatasaray          | Nice             | Athletic Bilbao  |  |

### Tabulka
|  | Postup do osmifinále                                       |
|  | Postup do šestnáctifinále (předkolo play-off) – nasazený   |
|  | Postup do šestnáctifinále (předkolo play-off) – nenasazený |

| Poř. | Tým                  | Z | V | R | P | VG | OG | B  |
| ---- | -------------------- | - | - | - | - | -- | -- | -- |
| 1.   | Lazio                | 8 | 6 | 1 | 1 | 17 | 5  | 19 |
| 2.   | Athletic Bilbao      | 8 | 6 | 1 | 1 | 15 | 7  | 19 |
| 3.   | Manchester United    | 8 | 5 | 3 | 0 | 16 | 9  | 18 |
| 4.   | Tottenham Hotspur    | 8 | 5 | 2 | 1 | 17 | 9  | 17 |
| 5.   | Eintracht Frankfurt  | 8 | 5 | 1 | 2 | 14 | 10 | 16 |
| 6.   | Lyon                 | 8 | 4 | 3 | 1 | 16 | 8  | 15 |
| 7.   | Olympiakos           | 8 | 4 | 3 | 1 | 9  | 3  | 15 |
| 8.   | Rangers              | 8 | 4 | 2 | 2 | 16 | 10 | 14 |
| 9.   | Bodø/Glimt           | 8 | 4 | 2 | 2 | 14 | 11 | 14 |
| 10.  | Anderlecht           | 8 | 4 | 2 | 2 | 14 | 12 | 14 |
| 11.  | FCSB                 | 8 | 4 | 2 | 2 | 10 | 9  | 14 |
| 12.  | Ajax                 | 8 | 4 | 1 | 3 | 16 | 8  | 13 |
| 13.  | Real Sociedad        | 8 | 4 | 1 | 3 | 13 | 9  | 13 |
| 14.  | Galatasaray          | 8 | 3 | 4 | 1 | 19 | 16 | 13 |
| 15.  | Řím                  | 8 | 3 | 3 | 2 | 10 | 6  | 12 |
| 16.  | Viktoria Plzeň       | 8 | 3 | 3 | 2 | 13 | 12 | 12 |
| 17.  | Ferencvárosi         | 8 | 4 | 0 | 4 | 15 | 15 | 12 |
| 18.  | Porto                | 8 | 3 | 2 | 3 | 13 | 11 | 11 |
| 19.  | AZ                   | 8 | 3 | 2 | 3 | 13 | 13 | 11 |
| 20.  | Midtjylland          | 8 | 3 | 2 | 3 | 9  | 9  | 11 |
| 21.  | Union Saint-Gilloise | 8 | 3 | 2 | 3 | 8  | 8  | 11 |
| 22.  | PAOK                 | 8 | 3 | 1 | 4 | 12 | 10 | 10 |
| 23.  | Twente               | 8 | 2 | 4 | 2 | 8  | 9  | 10 |
| 24.  | Fenerbahçe           | 8 | 2 | 4 | 2 | 9  | 11 | 10 |
| 25.  | Braga                | 8 | 3 | 1 | 4 | 9  | 12 | 10 |
| 26.  | Elfsborg             | 8 | 3 | 1 | 4 | 9  | 14 | 10 |
| 27.  | TSG Hoffenheim       | 8 | 2 | 3 | 3 | 11 | 14 | 9  |
| 28.  | Beşiktaş             | 8 | 3 | 0 | 5 | 10 | 15 | 9  |
| 29.  | Maccabi Tel Aviv     | 8 | 2 | 0 | 6 | 8  | 17 | 6  |
| 30.  | Slavia Praha         | 8 | 1 | 2 | 5 | 7  | 11 | 5  |
| 31.  | Malmö FF             | 8 | 1 | 2 | 5 | 10 | 17 | 5  |
| 32.  | RFS                  | 8 | 1 | 2 | 5 | 6  | 13 | 5  |
| 33.  | Ludogorec Razgrad    | 8 | 0 | 4 | 4 | 4  | 11 | 4  |
| 34.  | Dynamo Kyjev         | 8 | 1 | 1 | 6 | 5  | 18 | 4  |
| 35.  | Nice                 | 8 | 0 | 3 | 5 | 7  | 16 | 3  |
| 36.  | Karabach             | 8 | 1 | 0 | 7 | 6  | 20 | 3  |

### Zápasy
| Tým #1              | Výsledek | Tým #2               |
| ------------------- | -------- | -------------------- |
| AZ                  | 3 : 2    | IF Elfsborg          |
| Bodø/Glimt          | 3 : 2    | Porto                |
| Dynamo Kyjev        | 0 : 3    | Lazio                |
| Midtjylland         | 1 : 1    | TSG Hoffenheim       |
| Galatasaray         | 3 : 1    | PAOK                 |
| Manchester United   | 1 : 1    | Twente               |
| Nice                | 1 : 1    | Real Sociedad        |
| Ludogorec Razgrad   | 0 : 2    | Slavia Praha         |
| Anderlecht          | 2 : 1    | Ferencvárosi         |
| Fenerbahçe          | 2 : 1    | Union Saint-Gilloise |
| Malmö FF            | 0 : 2    | Rangers              |
| Ajax                | 4 : 0    | Beşiktaş             |
| Řím                 | 1 : 1    | Athletic Bilbao      |
| Eintracht Frankfurt | 3 : 3    | Viktoria Plzeň       |
| FCSB                | 4 : 1    | RFS                  |
| Lyon                | 2 : 0    | Olympiakos           |
| Braga               | 2 : 1    | Maccabi Tel Aviv     |
| Tottenham Hotspur   | 3 : 0    | Karabach             |

| Tým #1               | Výsledek | Tým #2              |
| -------------------- | -------- | ------------------- |
| RFS                  | 2 : 2    | Galatasaray         |
| Ferencvárosi         | 1 : 2    | Tottenham Hotspur   |
| Maccabi Tel Aviv     | 0 : 2    | Midtjylland         |
| Olympiakos           | 3 : 0    | Braga               |
| Karabach             | 1 : 2    | Malmö FF            |
| Real Sociedad        | 1 : 2    | Anderlecht          |
| Lazio                | 4 : 1    | Nice                |
| Slavia Praha         | 1 : 1    | Ajax                |
| TSG Hoffenheim       | 2 : 0    | Dynamo Kyjev        |
| Athletic Bilbao      | 2 : 0    | AZ                  |
| Beşiktaş             | 1 : 3    | Eintracht Frankfurt |
| Porto                | 3 : 3    | Manchester United   |
| Twente               | 1 : 1    | Fenerbahçe          |
| Viktoria Plzeň       | 0 : 0    | Ludogorec Razgrad   |
| IF Elfsborg          | 1 : 0    | Řím                 |
| PAOK                 | 0 : 1    | FCSB                |
| Union Saint-Gilloise | 0 : 0    | Bodø/Glimt          |
| Rangers              | 1 : 4    | Lyon                |

| Tým #1              | Výsledek | Tým #2               |
| ------------------- | -------- | -------------------- |
| Galatasaray         | 4 : 3    | IF Elfsborg          |
| Braga               | 1 : 2    | Bodø/Glimt           |
| Řím                 | 1 : 0    | Dynamo Kyjev         |
| Eintracht Frankfurt | 1 : 0    | RFS                  |
| Midtjylland         | 1 : 0    | Union Saint-Gilloise |
| Ferencvárosi        | 1 : 0    | Nice                 |
| Maccabi Tel Aviv    | 1 : 2    | Real Sociedad        |
| PAOK                | 2 : 2    | Viktoria Plzeň       |
| Karabach            | 0 : 3    | Ajax                 |
| Athletic Bilbao     | 1 : 0    | Slavia Praha         |
| Porto               | 2 : 0    | TSG Hoffenheim       |
| Twente              | 0 : 2    | Lazio                |
| Fenerbahçe          | 1 : 1    | Manchester United    |
| Malmö FF            | 0 : 1    | Olympiakos           |
| Lyon                | 0 : 1    | Beşiktaş             |
| Rangers             | 4 : 0    | FCSB                 |
| Anderlecht          | 2 : 0    | Ludogorec Razgrad    |
| Tottenham Hotspur   | 1 : 0    | AZ                   |

| Tým #1               | Výsledek | Tým #2            |
| -------------------- | -------- | ----------------- |
| Beşiktaş             | 2 : 1    | Malmö FF          |
| Eintracht Frankfurt  | 1 : 0    | Slavia Praha      |
| Bodø/Glimt           | 1 : 2    | Karabach          |
| FCSB                 | 2 : 0    | Midtjylland       |
| Galatasaray          | 3 : 2    | Tottenham Hotspur |
| IF Elfsborg          | 1 : 1    | Braga             |
| Nice                 | 2 : 2    | Twente            |
| Olympiakos           | 1 : 1    | Rangers           |
| Ludogorec Razgrad    | 1 : 2    | Athletic Bilbao   |
| Union Saint-Gilloise | 1 : 1    | Řím               |
| Ajax                 | 5 : 0    | Maccabi Tel Aviv  |
| AZ                   | 3 : 1    | Fenerbahçe        |
| Dynamo Kyjev         | 0 : 4    | Ferencvárosi      |
| RFS                  | 1 : 1    | Anderlecht        |
| Viktoria Plzeň       | 2 : 1    | Real Sociedad     |
| Manchester United    | 2 : 0    | PAOK              |
| Lazio                | 2 : 1    | Porto             |
| TSG Hoffenheim       | 2 : 2    | Lyon              |

| Tým #1            | Výsledek | Tým #2               |
| ----------------- | -------- | -------------------- |
| Athletic Bilbao   | 3 : 0    | IF Elfsborg          |
| AZ                | 1 : 1    | Galatasaray          |
| Beşiktaş          | 1 : 3    | Maccabi Tel Aviv     |
| Dynamo Kyjev      | 0 : 2    | Viktoria Plzeň       |
| RFS               | 0 : 2    | PAOK                 |
| Karabach          | 1 : 4    | Lyon                 |
| Anderlecht        | 2 : 2    | Porto                |
| Lazio             | 0 : 0    | Ludogorec Razgrad    |
| Midtjylland       | 1 : 2    | Eintracht Frankfurt  |
| Twente            | 0 : 1    | Union Saint-Gilloise |
| Ferencvárosi      | 4 : 1    | Malmö FF             |
| FCSB              | 0 : 0    | Olympiakos           |
| Manchester United | 3 : 2    | Bodø/Glimt           |
| Nice              | 1 : 4    | Rangers              |
| Real Sociedad     | 2 : 0    | Ajax                 |
| Braga             | 3 : 0    | TSG Hoffenheim       |
| Slavia Praha      | 1 : 2    | Fenerbahçe           |
| Tottenham Hotspur | 2 : 2    | Řím                  |

| Tým #1               | Výsledek | Tým #2              |
| -------------------- | -------- | ------------------- |
| Fenerbahçe           | 0 : 2    | Athletic Bilbao     |
| Řím                  | 3 : 0    | Braga               |
| Viktoria Plzeň       | 1 : 2    | Manchester United   |
| Malmö FF             | 2 : 2    | Galatasaray         |
| Olympiakos           | 0 : 0    | Twente              |
| PAOK                 | 5 : 0    | Ferencvárosi        |
| Ludogorec Razgrad    | 2 : 2    | AZ                  |
| Union Saint-Gilloise | 2 : 1    | Nice                |
| TSG Hoffenheim       | 0 : 0    | FCSB                |
| Ajax                 | 1 : 3    | Lazio               |
| Porto                | 2 : 0    | Midtjylland         |
| Bodø/Glimt           | 2 : 1    | Beşiktaş            |
| IF Elfsborg          | 1 : 0    | Karabach            |
| Maccabi Tel Aviv     | 2 : 1    | RFS                 |
| Lyon                 | 3 : 2    | Eintracht Frankfurt |
| Rangers              | 1 : 1    | Tottenham Hotspur   |
| Real Sociedad        | 3 : 0    | Dynamo Kyjev        |
| Slavia Praha         | 1 : 2    | Anderlecht          |

| Tým #1               | Výsledek | Tým #2            |
| -------------------- | -------- | ----------------- |
| Galatasaray          | 3 : 3    | Dynamo Kyjev      |
| Beşiktaş             | 4 : 1    | Athletic Bilbao   |
| AZ                   | 1 : 0    | Řím               |
| Porto                | 0 : 1    | Olympiakos        |
| Viktoria Plzeň       | 2 : 0    | Anderlecht        |
| Fenerbahçe           | 0 : 0    | Lyon              |
| Bodø/Glimt           | 3 : 1    | Maccabi Tel Aviv  |
| Malmö FF             | 2 : 3    | Twente            |
| Karabach             | 2 : 3    | FCSB              |
| TSG Hoffenheim       | 2 : 3    | Tottenham Hotspur |
| Eintracht Frankfurt  | 2 : 0    | Ferencvárosi      |
| RFS                  | 1 : 0    | Ajax              |
| IF Elfsborg          | 1 : 0    | Nice              |
| Manchester United    | 2 : 1    | Rangers           |
| PAOK                 | 2 : 0    | Slavia Praha      |
| Ludogorec Razgrad    | 0 : 2    | Midtjylland       |
| Union Saint-Gilloise | 2 : 1    | Braga             |
| Lazio                | 3 : 1    | Real Sociedad     |

| Tým #1            | Výsledek | Tým #2               |
| ----------------- | -------- | -------------------- |
| Ajax              | 2 : 1    | Galatasaray          |
| Řím               | 2 : 0    | Eintracht Frankfurt  |
| Athletic Bilbao   | 3 : 0    | Viktoria Plzeň       |
| Dynamo Kyjev      | 1 : 0    | RFS                  |
| Midtjylland       | 2 : 2    | Fenerbahçe           |
| Twente            | 1 : 0    | Beşiktaş             |
| Ferencvárosi      | 4 : 3    | AZ                   |
| FCSB              | 0 : 2    | Manchester United    |
| Maccabi Tel Aviv  | 0 : 1    | Porto                |
| Nice              | 1 : 1    | Bodø/Glimt           |
| Olympiakos        | 3 : 0    | Karabach             |
| Lyon              | 1 : 1    | Ludogorec Razgrad    |
| Rangers           | 2 : 1    | Union Saint-Gilloise |
| Real Sociedad     | 2 : 0    | PAOK                 |
| Anderlecht        | 3 : 4    | TSG Hoffenheim       |
| Braga             | 1 : 0    | Lazio                |
| Slavia Praha      | 2 : 2    | Malmö FF             |
| Tottenham Hotspur | 3 : 0    | IF Elfsborg          |

## Vyřazovací část
Vyřazovací fázi Evropské ligy UEFA 2024/2025 hrálo 24 nejlepších týmů z celkové tabulky. 

### Šestnáctifinále
Šestnáctifinále (předkolo play-off) spolu sehrály týmy na 9.–24. místě celkové tabulky skupinové fáze, přičemž týmy na 9.–16. místě celkové tabulky byly pro toto kolo nasazeny a měly právo odvety na domácím stadionu.
| Nasazené týmy (týmy na 9.–16. místě) | Nenasazené týmy (týmy na 17.–24. místě) |
| ------------------------------------ | --------------------------------------- |
| Bodø/Glimt                           | Ferencvárosi                            |
| Anderlecht                           | Porto                                   |
| FCSB                                 | AZ                                      |
| Ajax                                 | Midtjylland                             |
| Real Sociedad                        | Union Saint-Gilloise                    |
| Galatasaray                          | PAOK                                    |
| Řím                                  | Twente                                  |
| Viktoria Plzeň                       | Fenerbahçe                              |

| Domácí v 1. zápase   | Celkem | Hosté v 1. zápase | 1. zápas | 2. zápas |
| -------------------- | ------ | ----------------- | -------- | -------- |
| Ferencvárosi         | 1:3    | Viktoria Plzeň    | 1:0      | 0:3      |
| Twente               | 4:6    | Bodø/Glimt        | 2:1      | 2:5      |
| Union Saint-Gilloise | 2:3    | Ajax              | 0:2      | 2:1      |
| AZ                   | 6:3    | Galatasaray       | 4:1      | 2:2      |
| Midtjylland          | 3:7    | Real Sociedad     | 1:2      | 2:5      |
| PAOK                 | 1:4    | FCSB              | 1:2      | 0:2      |
| Fenerbahçe           | 5:2    | Anderlecht        | 3:0      | 2:2      |
| Porto                | 3:4    | Řím               | 1:1      | 2:3      |

### Osmifinále
V osmifinále sehrály své zápasy týmy z 1.–8. místa konečné tabulky skupinové fáze proti vítězům šestnáctifinále (předkola play-off).
| Nasazené týmy (týmy na 1.–8. místě) | Nenasazené týmy (vítězové ze šestnáctifinále) |
| ----------------------------------- | --------------------------------------------- |
| Lazio                               | Bodø/Glimt                                    |
| Athletic Bilbao                     | FCSB                                          |
| Manchester United                   | Ajax                                          |
| Tottenham Hotspur                   | Real Sociedad                                 |
| Eintracht Frankfurt                 | Řím                                           |
| Lyon                                | Viktoria Plzeň                                |
| Olympiakos                          | AZ                                            |
| Rangers                             | Fenerbahçe                                    |

Los osmifinále proběhl 21. února 2024 ve 13:00 v Nyonu.
| Domácí v 1. zápase | Celkem       | Hosté v 1. zápase   | 1. zápas | 2. zápas  |
| ------------------ | ------------ | ------------------- | -------- | --------- |
| Viktoria Plzeň     | 2:3          | Lazio               | 1:2      | 1:1       |
| Bodø/Glimt         | 4:2          | Olympiakos          | 3:0      | 1:2       |
| Ajax               | 2:6          | Eintracht Frankfurt | 1:2      | 1:4       |
| AZ                 | 2:3          | Tottenham Hotspur   | 1:0      | 1:3       |
| Real Sociedad      | 2:5          | Manchester United   | 1:1      | 1:4       |
| FCSB               | 1:7          | Lyon                | 1:3      | 0:4       |
| Fenerbahçe         | 3:3 (2:3 p.) | Rangers             | 1:3      | 2:0 (pp.) |
| Řím                | 3:4          | Athletic Bilbao     | 2:1      | 1:3       |

### Čtvrtfinále
| Domácí v 1. zápase | Celkem       | Hosté v 1. zápase   | 1. zápas | 2. zápas  |
| ------------------ | ------------ | ------------------- | -------- | --------- |
| Bodø/Glimt         | 3:3 (3:2 p.) | Lazio               | 2:0      | 1:3 (pp.) |
| Tottenham Hotspur  | 3:2          | Eintracht Frankfurt | 2:2      | 1:0       |
| Rangers            | 0:2          | Athletic Bilbao     | 0:0      | 0:2       |
| Lyon               | 6:7          | Manchester United   | 2:2      | 4:5 (pp.) |

### Semifinále
| Domácí v 1. zápase | Celkem | Hosté v 1. zápase | 1. zápas | 2. zápas |
| ------------------ | ------ | ----------------- | -------- | -------- |
| Tottenham Hotspur  | 5:1    | Bodø/Glimt        | 3:1      | 2:0      |
| Athletic Bilbao    | 1:7    | Manchester United | 0:3      | 1:4      |

### Finále
Finále se hrálo 21. května 2025 na stadionu San Mamés, v Bilbau, ve Španělsku. Po losování čtvrtfinále a semifinále se ve stejný den uskutečnilo losování, které určilo administrativní domácí tým.
| 21. května 2025 21:00 |       |                   |                                                     |
| Tottenham Hotspur     | 1 : 0 | Manchester United | San Mamés, Bilbao, Španělsko rozhodčí: Felix Zwayer |
| 42' Johnson           |       |                   | San Mamés, Bilbao, Španělsko rozhodčí: Felix Zwayer |